# Novodamus supernus
Espèce
Novodamus supernus est une espèce d'araignées aranéomorphes de la famille des Nicodamidae.

## Distribution
Cette espèce est endémique de Nouvelle-Galles du Sud en Australie. Elle se rencontre dans le parc national du Kosciuszko et à South Ramshead entre 1 690 et 2 000 m d'altitude dans les Snowy Mountains.

## Description
Le mâle holotype mesure 4,00 mm et la femelle paratype 6,40 mm.

## Publication originale
- Harvey, 1995 : The systematics of the spider family Nicodamidae (Araneae: Amaurobioidea). Invertebrate Taxonomy, vol. 9, no 2, p. 279-386.